# 梁承傑
梁承傑（1971年8月10日—），出生於香港，是一名已退役的足球員，可司職多個位置包括中堅、左右後衛、中場，持有亞洲足協C級足球教練牌照，現時為南華足球隊U15教練及車路士足球學校教練。姪女梁蔚雅現效力傑志女子足球隊。

## 球員生涯
梁承傑球員生涯曾經效力多支港甲球隊，包括東方、花花、馬天尼、米芝路、聲控通、快譯通、好易通、星島、南華、愉園等，並且曾經入選香港奧運隊及香港隊。

## 榮譽
個人
- 香港足球明星選舉最佳11人 一次（2002/2003季度）

## 外部連結
- 香港足球總會網頁球員註冊資料 （页面存档备份，存于）